# Dvärgbägarkrokus
Crocus danfordiae är en irisväxtart som beskrevs av George Maw. Crocus danfordiae ingår i släktet krokusar, och familjen irisväxter.

## Underarter
Arten delas in i följande underarter:
- C. d. danfordiae
- C. d. kurdistanicus